# Мілан Станкович

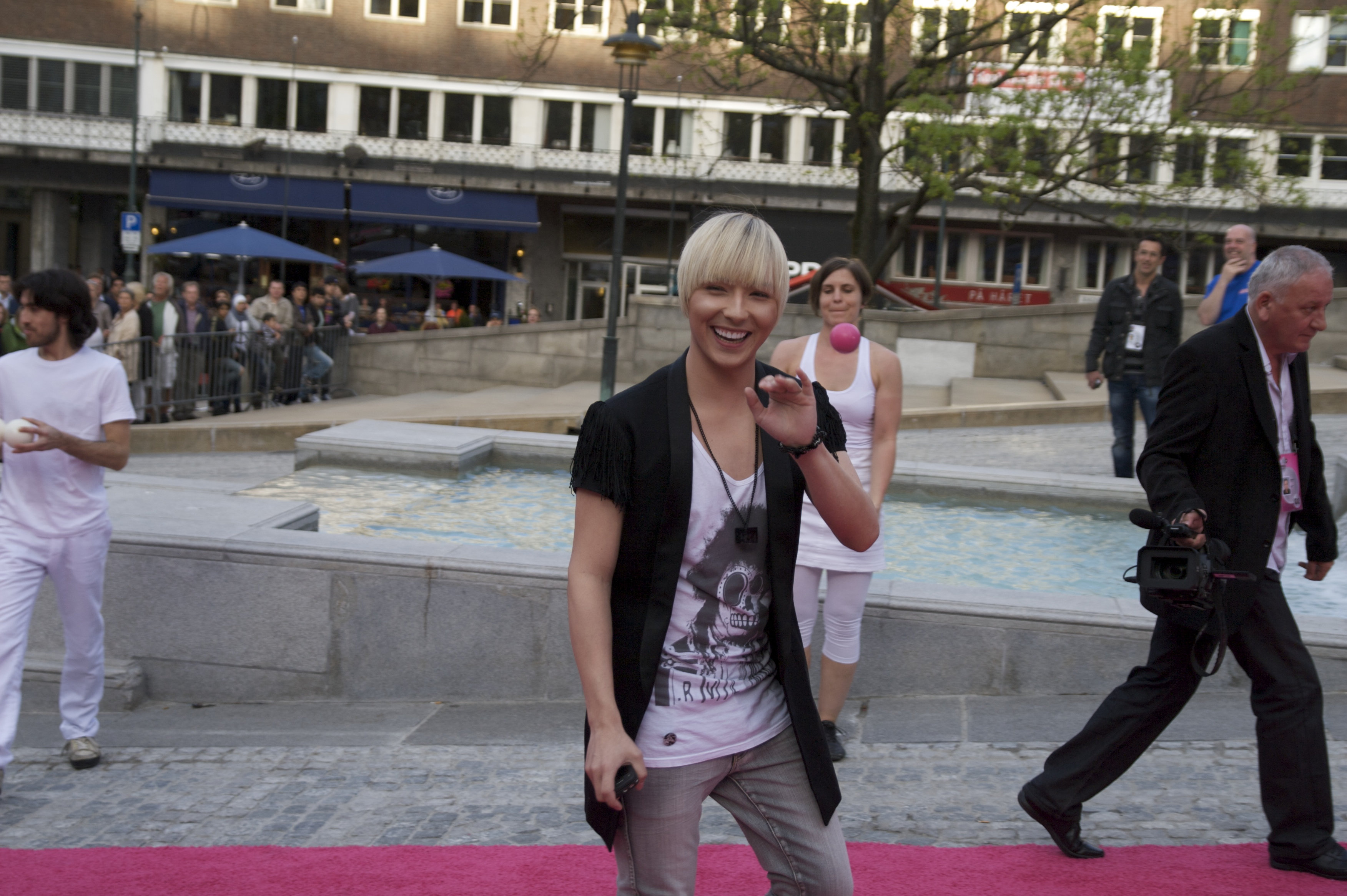
Мілан Станкович в Осло

Мілан Станкович (серб. Милан Станковић, 9 вересня 1987, Обреновац) — сербський співак, учасник Євробачення 2010 в Осло з піснею «Ovo je Balkan», музику до якої написав Ґоран Бреґович.

## Біографія і творчість
Народився 9 вересня 1987 року в Обреноваці. Закінчив медичний коледж, за професією — медичний технік.
У 2007 брав участь у музичному конкурсі «Звезда Гранда» (аналог російської «Фабрики зірок»). На конкурсі швидко став абсолютним фаворитом аудиторії (з 14 програм у 12 був першим за кількістю SMS-голосів). Взяв участь у суперфіналі і привертає велику увагу засобів масової інформації.
У цьому ж році його пісні з'являються на дисках «Звезда Гранда» (наклад 100 тисяч примірників). Разом з ними виступає з концертами в країнах колишньої Югославії. У травні 2009 року виходить дебютний альбом «Соло», який швидко розпродається тиражем 50 тис. примірників.